# Eimeria merlangi
Eimeria merlangi is een soort in de taxonomische indeling van de Myzozoa, een stam van microscopische parasitaire dieren. Het organisme komt uit het geslacht Eimeria en behoort tot de familie Eimeriidae. Eimeria merlangi werd in 1966 ontdekt door Zaika.